# 3 Avengers
3 Avengers (tiếng Ý: Gli invincibili tre) là một phim peplum Ý năm 1964 do Gianfranco Parolini viết kịch bản và đạo diễn, Alan Steel đóng vai chính.

## Diễn viên
- Alan Steel trong vai Ursus
- Mimmo Palmara trong vai The False Ursus
- Lisa Gastoni trong vai  Alina
- Rosalba Neri trong vai  Demora
- Carlo Tamberlani trong vai King Igos
- Gianni Rizzo trong vai  Teomocus
- Vassili Karis trong vai  Prince Darius
- Vincenzo Maggio trong vai  Manina
- Nello Pazzafini trong vai  Samur
- Orchidea De Santis trong vai Blonde Girl
- Arnaldo Dell'Acqua [it] trong vai Pico
- Enzo Maggio trong vai Manina
- Enzo Doria [it] trong vai Aleco